# 新営区
新営区（シンイン/しんえい-く）は台南市の市轄区。かつては台南県の中心地であった。2010年12月25日、台湾省管轄下の台南県と台南市（市）が合併して新たに台南市（直轄市）となった。

## 地理
新営区は台南市の北端に位置し、北回帰線の南20kmの急水渓北岸に位置している。嘉南平原の中心として東は東山区と、南は柳営区と、西は塩水区と、北は後壁区と接している。平原に位置し丘陵地や森林地帯、保安林区は存在していないため開発はかなり進行しており91%の土地が既に利用され、未開発地域は新営淨水場の北、急水渓が水源として保護されている地域等に限定されている。
気候は北回帰線の南に位置し、また暖流の影響を受け亜熱帯海洋性気候に属している。年間平均気温は23℃、年間降水量は2,000mmとなっている。

## 歴史
新営区は明末清初にかけて鄭成功が反清復明の活動を行なった地域であり、軍隊を駐留させたことから「新営」と命名された。清代に入り康熙年間になると新営は諸羅県大奎壁村に帰属し、乾隆年間以降は嘉義県太子宮堡及び一部分は鉄線橋堡に帰属することとなった。日本統治時代は太子宮堡の管轄下に入って新営庄となり、後に台南州新営郡に属した。
台湾の中華民国への編入後は台南県政府が新営鎮に設置され、塩水鎮に代わって台南県渓北地方（曽文渓の北）の中心地としての地位を確立したが、近年糖業の不況に伴う市況が衰微している。

## 行政区
| 里 |
| --- |
| 忠政里、民権里、三仙里、民生里、民栄里、南興里、中営里、大宏里、王公里、土庫里、埤寮里、護鎮里、嘉芳里、南紙里、太北里、新北里、新南里、新東里、興業里、太南里、五興里、姑爺里、永平里 |

## 歴代区長
| 区分      | 代           | 氏名   | 着任日         | 退任日         |
| --------- | ------------ | ------ | -------------- | -------------- |
| 鎮長      | 初代         | 沈銀来 | 1951年8月1日   | 1968年2月28日  |
| 鎮長      | 第2代        | 陳哲仁 | 1968年3月1日   | 1978年2月28日  |
| 鎮長 市長 | 第3代 初代   | 周金沢 | 1978年3月1日   | 1982年2月28日  |
| 市長      | 第2代        | 林加直 | 1982年3月1日   | 1986年2月28日  |
| 市長      | 第3-4代      | 顔継斌 | 1986年3月1日   | 1992年4月12日  |
| 市長      | 代理 第4-5代 | 黄金鏞 | 1992年4月12日  | 1998年2月28日  |
| 市長      | 第6代        | 陳慶泰 | 1998年3月1日   | 2002年2月28日  |
| 市長      | 第7-8代      | 李宗智 | 2002年3月1日   | 2010年12月25日 |
| 区長      | 初代         | 張睿民 | 2010年12月25日 | 2018年1月31日  |
| 区長      | 第二代       | 魏文貴 | 2018年1月31日  | 現職           |

## 教育

### 高級中学
- 国立新営高級中学
- 私立南光中学
- 私立興国中学

### 高級職校
- 国立新営高級工業職業学校
- 私立育徳工商職業学校

### 国民中学
- 台南市立南新国民中学
- 台南市立新東国民中学
- 台南市立太子国民中学

### 国民小学
| - 台南市新営区新営国民小学 - 台南市新営区新進国民小学 - 台南市新営区新民国民小学 - 台南市新営区公誠国民小学 | - 台南市新営区土庫国民小学 - 台南市新営区南梓国民小学 - 台南市新営区新生国民小学 | - 台南市新営区新橋国民小学 - 台南市新営区新興国民小学 - 台南市新営区新泰国民小学 |

## 交通
- 台湾高速鉄道の最寄り駅:嘉義駅

| 種別     | 路線名称      | その他          |
| -------- | ------------- | --------------- |
| バス     | 7229嘉義-柳営 | 事業者:嘉義客運 |
| 鉄道     | 縦貫線        | 新営駅          |
| 高速道路 | 中山高速道路  | 新営IC          |
| 省道     | 省1線         |                 |

## 観光

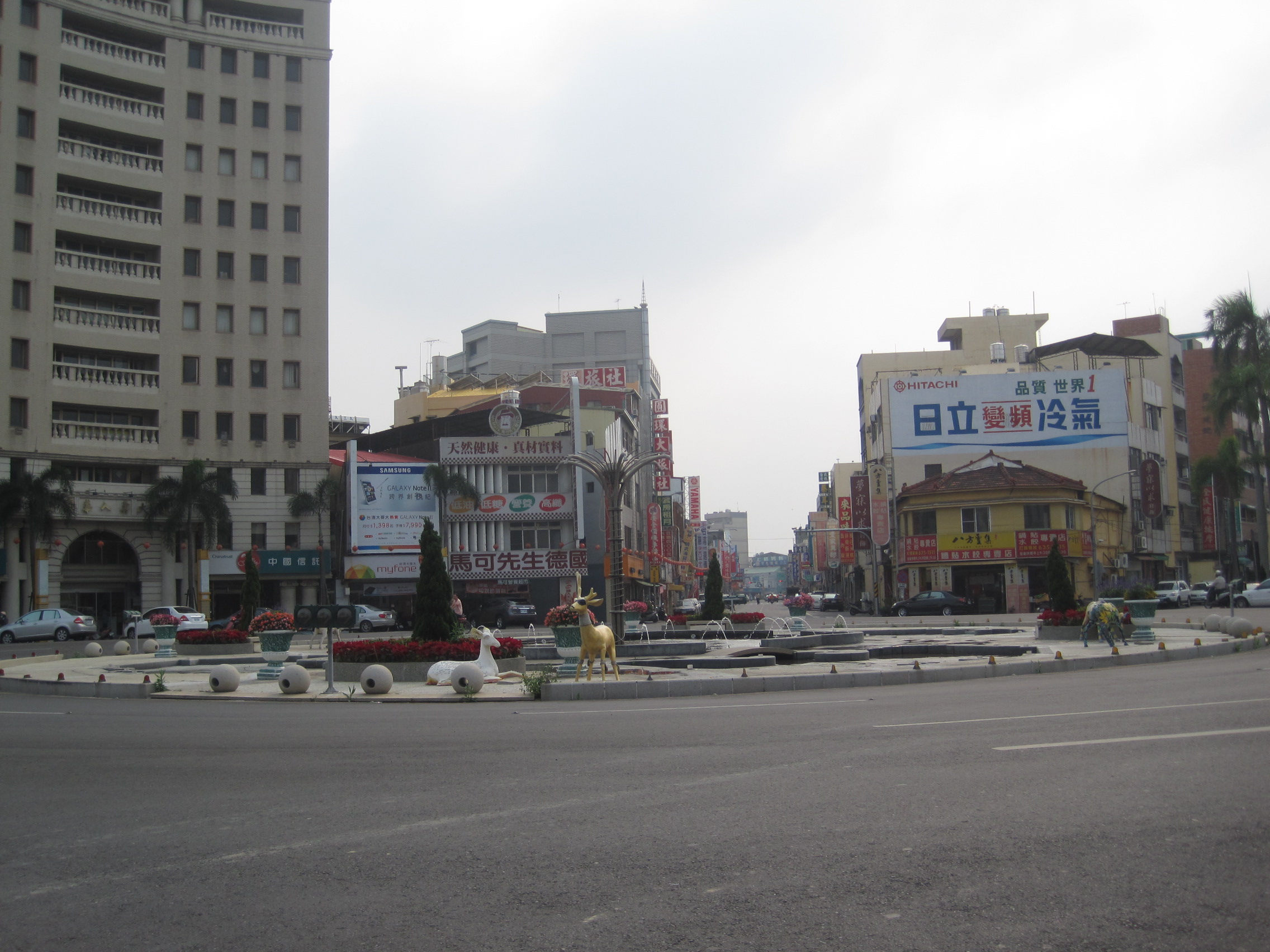
新営ロータリー

- 国家図書館南部分館・国家総合展蔵中心（中国語版）
- 台南市立新営文化センター（中国語版）
- 新営美術園区（中国語版）
- 新営太子宮（中国語版）
- 新営済安宮（中国語版）
- 新営基督長老教会
- 五分仔車
- 台糖新営製糖所
- 新営五間厝拝渓
- 南瀛緑都心公園（中国語版）